# Новогуйвинское
Новогуйвинское (укр. Новогуйвинське) — посёлок в Житомирском районе Житомирской области Украины.

## Географическое положение
Посёлок расположен к югу от Житомира, по правому берегу реки Гуйвы, притока Тетерева.

## История
Основан в 1973 году.

## Население
В январе 1989 года численность населения составляла 4 184 человека.
По состоянию на 1 января 2013 года численность населения составляла 5259 человек.

### Языковой состав
Родной язык населения по данным переписи 2001 года:
| Язык       | Численность, чел. | Доля     |
| ---------- | ----------------- | -------- |
| Украинский | 4 584             | 87,03 %  |
| Русский    | 667               | 12,66 %  |
| Другие     | 16                | 0,31 %   |
| Итого      | 5 267             | 100,00 % |

## Улицы

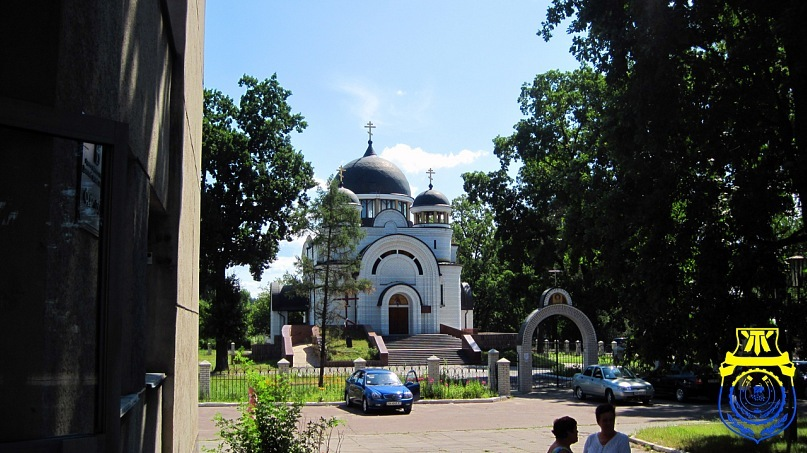

- Коммунистическая
- Дружбы Народов
- 9 пятилетки
- Моторная
- Базарная
- Ветеранов
- Комсомольская
- Заводская

## Религия
В посёлке есть православная церковь Московского патриархата, харизматическая церковь "Победа", церковь Евангельских христиан-баптистов и католическая часовня.

## Предприятия
Житомирский бронетанковый завод.

## Местный совет
12441, Житомирская обл., Житомирский р-н, пгт Новогуйвинское, ул. Дружбы Народов, 5.